# Fermstal
Fermstal – polski system konstrukcyjno-montażowy stalowych budynków inwentarskich stosowany w latach 70. i 80. XX wieku.

## Konstrukcja
Budynki w systemie Fermstal tworzone były ze stalowych ram, rozstawionych podłużnie co trzy metry, o rozpiętości od 9 do 24 metrów. Obiekty można było przykrywać płytami azbestowo-cementowymi, natomiast ich ściany boczne wykonane były z różnego rodzaju płyt, np. warstwowych WPS z wkładką styropianową, azbestowo-cementowych z wypełnieniem z wełny mineralnej, czy warstwowych PW3/A. Stropodachy wykonywano z płyt azbestowo-cementowych z warstwą wełny mineralnej albo styropianu. Dach kryto falistymi płytami azbestowo-cementowymi WF-6.
W miarę upływu czasu obiekty stawiane w tym systemie wymagały dostosowania do nowych technologii oraz standardów utrzymania i produkcji zwierząt hodowlanych.